# Unni Larsen
Pour les articles homonymes, voir Larsen.
Unni Larsen, née le 23 mars 1959 à Oslo, est une coureuse cycliste norvégienne.

## Biographie
En 1984, elle est 4e de la course en ligne des Jeux olympiques de Los Angeles et en 1988, elle est 20e de la course en ligne des Jeux olympiques de Séoul.

## Palmarès sur route[1]

### Palmarès par années
- 1977
  -  Championne de Norvège du contre-la-montre
- 1978
  -  Championne de Norvège du contre-la-montre
  - 2e du championnat de Norvège sur route
- 1982
  -  Championne de Norvège du contre-la-montre
- 1984
  -  Championne de Norvège sur route
  -  Championne de Norvège du contre-la-montre
  - Postgiro
- 1986
  -  Championne de Norvège du contre-la-montre
  - 5e du championnat du monde sur route
- 1987
  -  Championne de Norvège sur route
  - 6e du championnat du monde sur route
- 1988
  -  Championne de Norvège sur route
  - 2e de Postgiro
- 1989
  -  Championne de Norvège sur route